# Умберту ді Аленкар Кастелу Бранку
Умбе́рту ді Аленка́р Касте́лу Бра́нку (повне ім'я, порт. Humberto de Alencar Castello Branco, МФА: [ũ'bɛxtu dʒi alẽ'kax kas'tɛlu 'bɾʌ͂ku], 20 вересня 1900 — 18 липня 1967) — бразильський військовик і політик.

## Біографія
Народився 20 вересня 1897 року у Форталезі. 1918 року вступив до лав збройних сил.
1961 року до влади в Бразилії прийшов Жуан Гуларт, який проводив ліву політику, незалежну від США та бразильського великого бізнесу, чим спричинив роздратування США та військовиків. 31 березня 1964 року вищий генералітет бразильської армії на чолі з начальником Генерального штабу Кастелу Бранку вчинив військовий переворот, пізніше сам Кастелу Бранку був призначений парламентом на посаду президента країни.
Прийшовши до влади, він розпустив Конгрес і заборонив всі партії, замінивши їх двома: «Партією Альянсу Національного Оновлення» (ARENA) та м'яко опозиційним «Бразильським Демократичним Рухом» (MDB). Він скасував проведені Гулартом реформи щодо націоналізації та змінив бразильський прапор. 15 березня 1967 року Кастелу Бранку був усунутий від влади маршалом Артуром да Коста-і-Сілвою.
18 липня 1967 року загинув в авіакатастрофі у штаті Сеара поблизу рідного міста.